# John Davis (Entdecker)

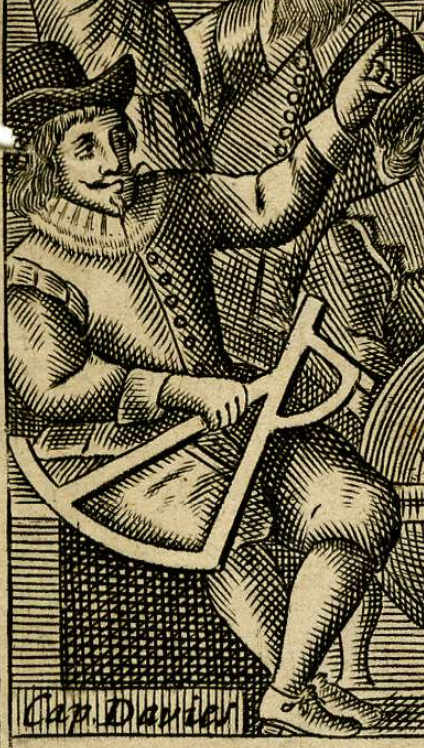
John Davis

Sir John Davis (* Oktober 1550 in Sandridge, Dartmouth; † 29. Dezember 1605 bei Bintan, Sumatra) war ein englischer Seefahrer und Entdecker.
Die kanadische Regierung, vertreten durch den für das Historic Sites and Monuments Board of Canada zuständigen Minister, ehrte Davis am 19. Oktober 1972 für sein Wirken bei der Erforschung der Arktis und erklärte ihn zu einer „Person von nationaler historischer Bedeutung“.

## Werdegang
John Davis begann seine Seefahrerkarriere schon als Kind. Er lief 1585 zu seiner ersten Fahrt in arktische Gewässer aus und landete auf der Suche nach der Nordwest-Passage als erster Neuentdecker Grönlands, das er Land of Desolation nannte, im selben Jahr in der Nähe des heutigen Nuuk. Er umschiffte die Südspitze der Insel und gab dem Kap Farvel seinen Namen.
Davis erkundete die nach ihm benannte Davisstraße und entdeckte den Cumberland Sound der Baffininsel. 1586 und 1587 setzte er seine Reisen bis in die Gegend des heutigen Upernavik durch die Baffin Bay fort. Er erreichte den Gilbert-Sund, musste aber seine Pläne, den 80. Breitengrad zu überqueren, aufgrund der Eismassen bei 73° Nord aufgeben. 1588 soll er die Black Dog im Kampf gegen die spanische Armada befehligt haben.
1591 begleitete er Thomas Cavendish auf seiner letzten Fahrt und entdeckte auf eigene Faust 1592 die Falklandinseln (Malvinen). Die Heimfahrt dieser Reise war sehr verlustreich. Er brachte nur 14 Mann der ursprünglich 76 Mann starken Besatzung nach Hause.
In den 1590ern veröffentlichte er mehrere Fachbücher über Navigation (u. a. The Seaman’s Secrets (1594) und The World’s Hydrographical Description (1595)). In den Jahren 1596 bis 1597 soll er Sir Walter Raleigh begleitet haben. Er nahm 1598 bis 1600 an einer Ostindien-Expedition der Holländer teil.
Davis begleitete Sir James Lancaster in den Jahren 1601 bis 1603 als Steuermann auf dessen Ostindien-Expedition. Am 18. Dezember 1603 wurde er vom Lord Deputy Sir George Carey auf Dublin Castle zum Knight Bachelor („Sir“) geschlagen. 1604 diente er als Steuermann auf einer Expedition mit demselben Ziel unter Sir Edward Michelborne (um 1562–1609). Auf dieser Reise wurde John Davis bei der Insel Bintan, nahe Sumatra, von japanischen Piraten getötet. Clements Robert Markham schilderte das traurige Ende des Entdeckers. Am Heiligabend 1605 soll Davis mit seinem Schiff vor der Küste von Sumatra auf 90 schiffbrüchige Japaner getroffen sein, die in den Überresten ihrer Ladung auf dem Meer trieben. Die vermeintlichen Havarierten gaben sich unterwürfig und befolgten demütig die Anweisungen ihrer Retter. Davis soll die Warnungen, die Japaner zu entwaffnen, ignoriert haben. Er war eines der ersten Opfer der Piraten.

## Weiteres

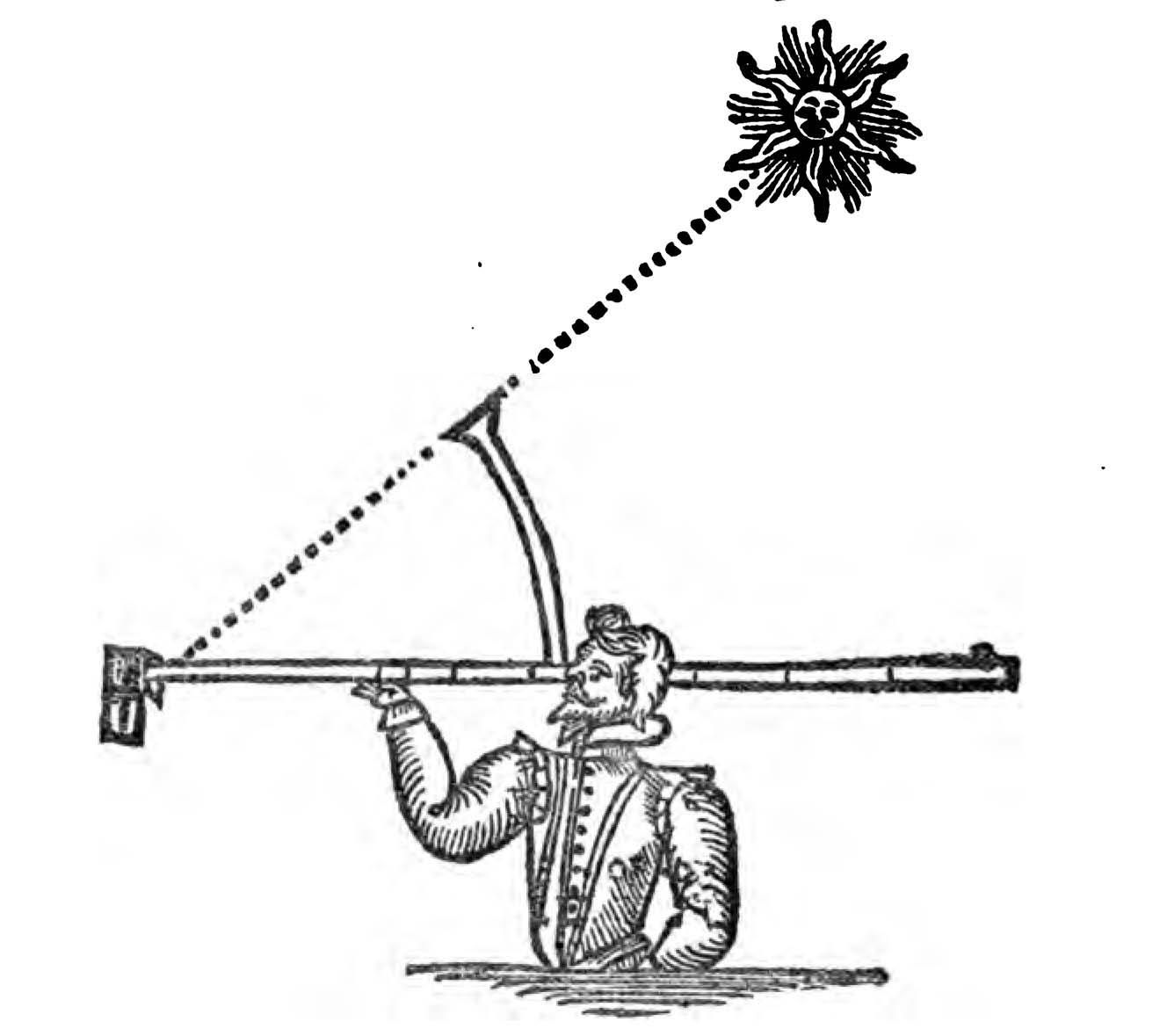
Davisquadrant (aus The Seaman’s Secrets)

- Davis erfand den Davisquadranten (eine Weiterentwicklung des herkömmlichen Quadranten) zur Bestimmung der geografischen Breite. Davis war der erste Europäer, der mit der wissenschaftlichen Erforschung der polaren Meere und ihrer Küsten begann.
- Die Desire, das Schiff, mit dem Davis die Falklandinseln entdeckte, ist heute Teil des Wappens der Falklandinseln.